# Parigi-Bruxelles 1907
La Parigi-Bruxelles 1907, terza edizione della corsa, si svolse il 10 giugno 1907 su un percorso di 391 km, con partenza da Parigi e arrivo a Bruxelles. Fu vinta dal francese Gustave Garrigou davanti al suo connazionale Charles Crupelandt e al belga Robert Wancour.

## Ordine d'arrivo (Top 10)
| Pos. | Corridore              | Squadra | Tempo     |
| ---- | ---------------------- | ------- | --------- |
| 1    | Gustave Garrigou       |         | 14h32'00" |
| 2    | Charles Crupelandt     |         | a 1'24"   |
| 3    | Robert Wancour         |         | a 1'52"   |
| 4    | Cyrille Van Hauwaert   |         | a 5'00"   |
| 5    | Georges Landrieu       |         | a 7'10"   |
| 6    | Francois Faber         |         | a 27'42"  |
| 7    | Servais Toussaint      |         | a 29'05"  |
| 8    | André Blaise           |         | a 31'27"  |
| 9    | Pierre-Gonzague Privat |         | a 57'30"  |
| 10   | Omer Beaugendre        |         | s.t.      |